# زیباموش بهزاد
زیباموش بهزاد (نام علمی: Calomyscus behzadi) گونه‌ای از زیباموش است که در غرب ایران یافت می‌شود و در مناطق صخره‌ای در کوه‌ها یافت می‌شود. به نام زیست‌شناس ایرانی پروفسور محمود بهزاد نام‌گذاری شده است.